# Тутин (община)
Община Тутин се намира в областта Санджак, в югозападната част на Сърбия с площ 742 km² и население 30 054 души (2002). Административен център е град Тутин.

## Население
Населението на общината през 2002 година е 30 054 души. Мнозинството в общината са етнически бошняци (94,23%), следват сърби (4,32%), мюсюлмани (0,74%)